# Вашкевич, Владислав Васильевич
Владислав Васильевич Вашкевич (1844 — ?) — российский публицист и чиновник; состоял делопроизводителем «Высшей комиссии по пересмотру действующих ο евреях в Империи законов» (1883—1888).

## Биография
Владислав Вашкевич родился в 1844 году; образование получил в Варшавской главной школе. 
Служа в Министерстве внутренних дел Российской империи, был делопроизводителем Высочайше учрежденной особой высшей комиссии по пересмотру законов о евреях в Империи (1884—1888) и руководил занятиями созванной в 1893 году при МВД раввинской комиссии. 
Сотрудничал в издававшемся с 1866 по 1875 год «Холмском греко-униатском Месяцеслове», богатом историческими материалами об униатской церкви, в «Памятниках русской старины в западных губерниях» (выпуски VII и VIII), и «Биографическом словаре Половцева», издательстве Императорского русского исторического общества (инициалы «В. В.» и «Вл. В-ич»). 
Печатные труды его, не поступавшие в продажу: «Сборник узаконении о евреях, с кратким обозрением правительственных мер по еврейскому вопросу в России» (СПб., 1884); «Ламаиты в Восточной Сибири» (СПб., 1885); «Исторический обзор законодательства об устройстве евангельской-лютеранской церкви в Прибалтийском крае» (СПб., 1890); «О еврейских благотворительных учреждениях и братствах в Империи» (СПб., 1891); «Основные начала еврейского брачного права по талмудо-раввинскому учению» (1893) и «Обзор деятельности департамента духовных дел иностранных исповеданий за время царствования Императора Александра III», вошедший в состав общего обзора деятельности Министерства внутренних дел за то же время, под заглавием «Духовные дела иноверцев» (СПб., 1901).
Дата его смерти пока не определена.